# タンジェリン・ドリーム
タンジェリン・ドリーム（Tangerine Dream）は、ドイツの電子音楽グループ。
1968年に結成され、1970年代にはプログレッシブ・ロック・バンドのひとつとして人気を博した。カン・アモン・デュールII・クラフトワーク・ノイ!らとともにクラウトロックの代表的なバンドである。「電子音楽」「ニューエイジ」「アンビエント」など現代の音楽シーンに少なからぬ影響を残した。2015年に、主宰者であるエドガー・フローゼが死去。残されたメンバーが遺志を引き継いで活動を続けている。

## 略歴

### クラウトロック期（1967年 - 1973年）

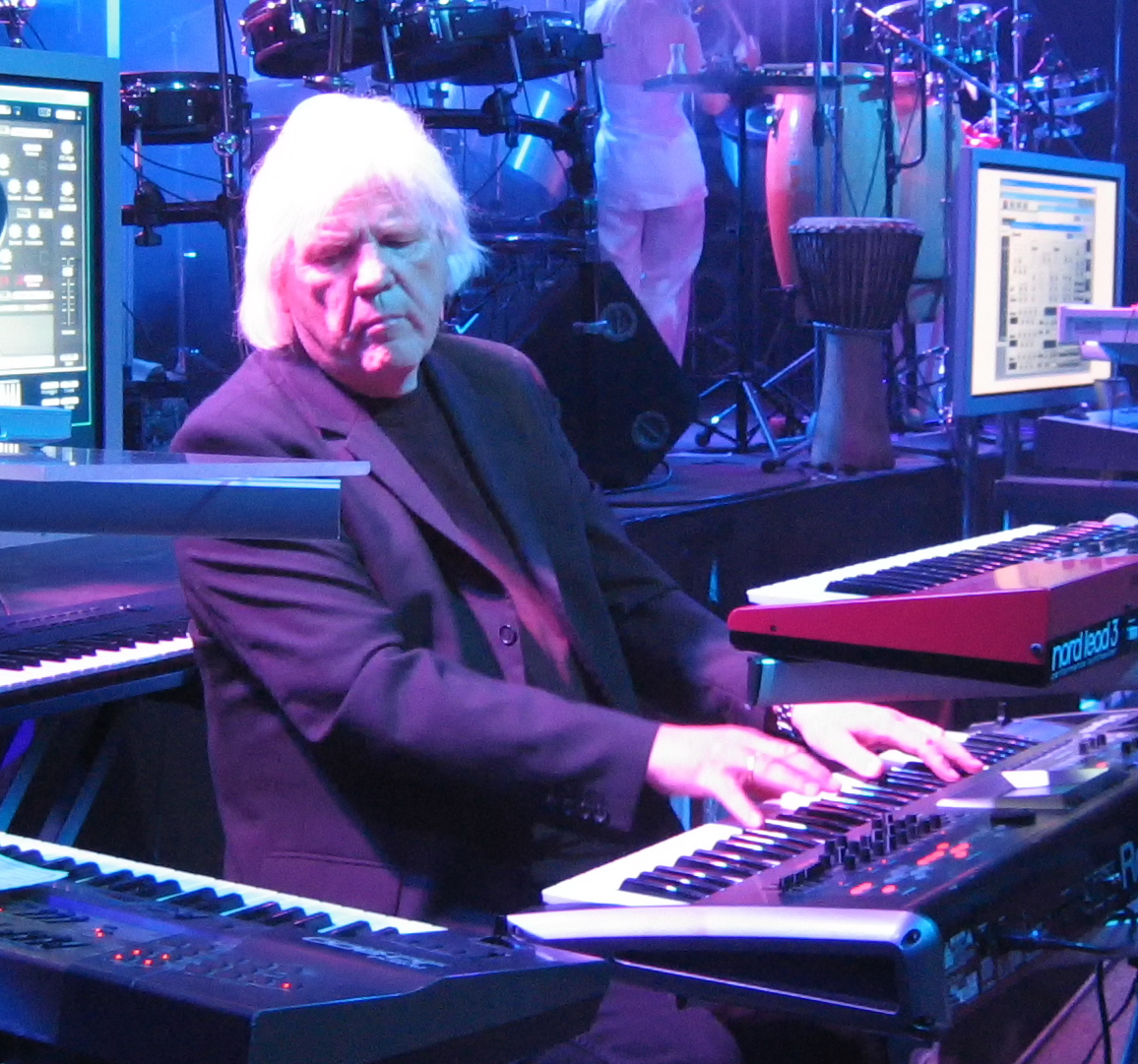
創設者エドガー・フローゼ（2007年）

エドガー・フローゼは1944年、ドイツのティルジット（現在はロシア領）で生まれた。彼は1962年ベルリン・アカデミーに入学し、同年前身となるロック・バンド「ザ・ワンズ」を結成。1967年にはシュールレアリスムの画家サルバドール・ダリとコラボレーションを行っている。同年、ザ・ワンズを解散し、新たにタンジェリン・ドリームを結成。
1969年にメンバーを一新し、クラウス・シュルツェ、コンラッド・シュニッツラー、エドガーというメンバーで「オール（Ohr）・レーベル」と契約。翌1970年、ファースト・アルバム『エレクトロニック・メディテイション』をリリース。後年の視点からするとさほど電子的とは言えないが、エレクトロニクス処理を施したギター、オルガン、チェロ、フルート、ドラムなどによるフリーミュージックを演奏している。
このあと、クラウス・シュルツェとコンラッド・シュニッツラーは脱退。エドガーは「アジテーション・フリー」のクリストファー・フランケとスティーヴ・シュローダーをスカウトしてメンバーを補充。その後すぐにシュローダーは「ジ・アンツ」のピーター・バウマンと交代。このころから現代音楽家のトーマス・ケスラーの影響を受け、急速に電子音楽化している。
1971年『アルファ・ケンタウリ』、1972年『ツァイト』、1973年『アテム』の各アルバムをリリース。いずれも現代音楽的で難解な作品だが、1972年末のドイツの『サウンズ』誌の人気投票で最優秀グループに選ばれている。

### メジャーデビュー - クリストファー・フランケ脱退まで（1973年 - 1987年）
1973年、4thアルバム『アテム』が、当時のイギリスの人気ラジオDJのジョン・ピールにプッシュされて話題となり、イギリスの新興レーベル「ヴァージン・レコード」（当時はポリドール・レコード傘下）と契約し、世界規模で再デビューした。
1974年にアルバム『フェードラ』、1975年にアルバム『ルビコン』をリリース。ミュージックシーケンサーを全面的に使った最初期のポップミュージック作品であり、当時行き詰まりつつあったプログレッシブ・ロック・シーンに新風を吹き込んだと評された。しかしその後のグループの歩みは必ずしも順風満帆とはいえない。
1976年のアルバム『ストラトスフィア（浪漫）』からは、リズム、メロディ、ハーモニーという伝統的な音楽語法に回帰し、従来のファンを戸惑わせた。しかし、のちに広く認知されたタンジェリン・ドリームの音楽スタイルは、ここから出発したといえる。
1977年、ウィリアム・フリードキン監督の映画『恐怖の報酬』のサウンドトラックを担当し、高く評価された。1980年代にはサントラの仕事がメインのようになり、ホラー・SF系の映画のサントラをさかんに手がけ、その典型的なスタイルを作った。
ライブ・コンサートを数多くこなし、演奏を繰り返すうちに曲を練り上げるという「半即興」スタイルをとった。
ヴァージン・レコードとの契約は1983年のアルバム『ハイパーボリア』で終了。そのあとは、ジャイブ・エレクトロ、プライベート・ミュージック、ミラマー、TDI（自主レーベル）というレーベルを渡り歩いている。同年、初来日公演。
1987年に主要メンバーであったクリストファー・フランケが脱退。

### エドガー・フローゼ主導時代（1988年 - 2014年）
1990年にエドガーの息子ジェローム・フローゼが加入し、しばらく父子のふたりで活動していたが、その後、ジェロームはグループを離れている。
2009年、26年ぶりの来日公演を開催。
2011年より、日本の女性ヴァイオリニスト、山根星子が加入。アルバム『Edgar Allan Poe's The Island Of The Fay』に収録されている「Fay Bewitching The Moon」での即興演奏が話題となる。

### 新体制以降（2015年 - ）
2015年1月20日、主宰エドガー・フローゼがウィーンにて肺塞栓症で死去。残されたメンバーにより活動は継続し、2017年にアルバム『Quantum Gate』を発表。同作にはエドガーも作曲のクレジットに含まれている。
2019年、デビュー50周年を記念し、過去の楽曲をリメイクしたアルバム『Recurring Dreams』をリリース。翌2020年、アルバム発売に伴う11年ぶりの来日公演の開催を発表するも、新型コロナウイルス感染症拡大の影響で中止した。6月、これまでサポートメンバーだったキーボード奏者パウル・フリックが正式に加入したが、暫くしてからウルリッヒ・シュナウスが離脱している。
2022年、約5年ぶりのオリジナル・フルアルバム『Raum』を発表。コロナ禍の事情で延期中止が続いていた中で、久々のツアーを開催した。

## メンバー
※2022年4月時点

### 現ラインナップ
- トーステン・クォーシュニック（Thorsten Quaeschning） - キーボード、ボーカル、マルチプレイ（2005年 - ）※Quaeschningの発音は、山根星子の映像インタビューを参考
- 山根星子（Hoshiko Yamane） - エレクトリック・ヴァイオリン、擦弦楽器（2011年 - ）
- パウル・フリック（Paul Frick） - キーボード（サポート: 2018年 - 2019年、正規: 2020年 - ）

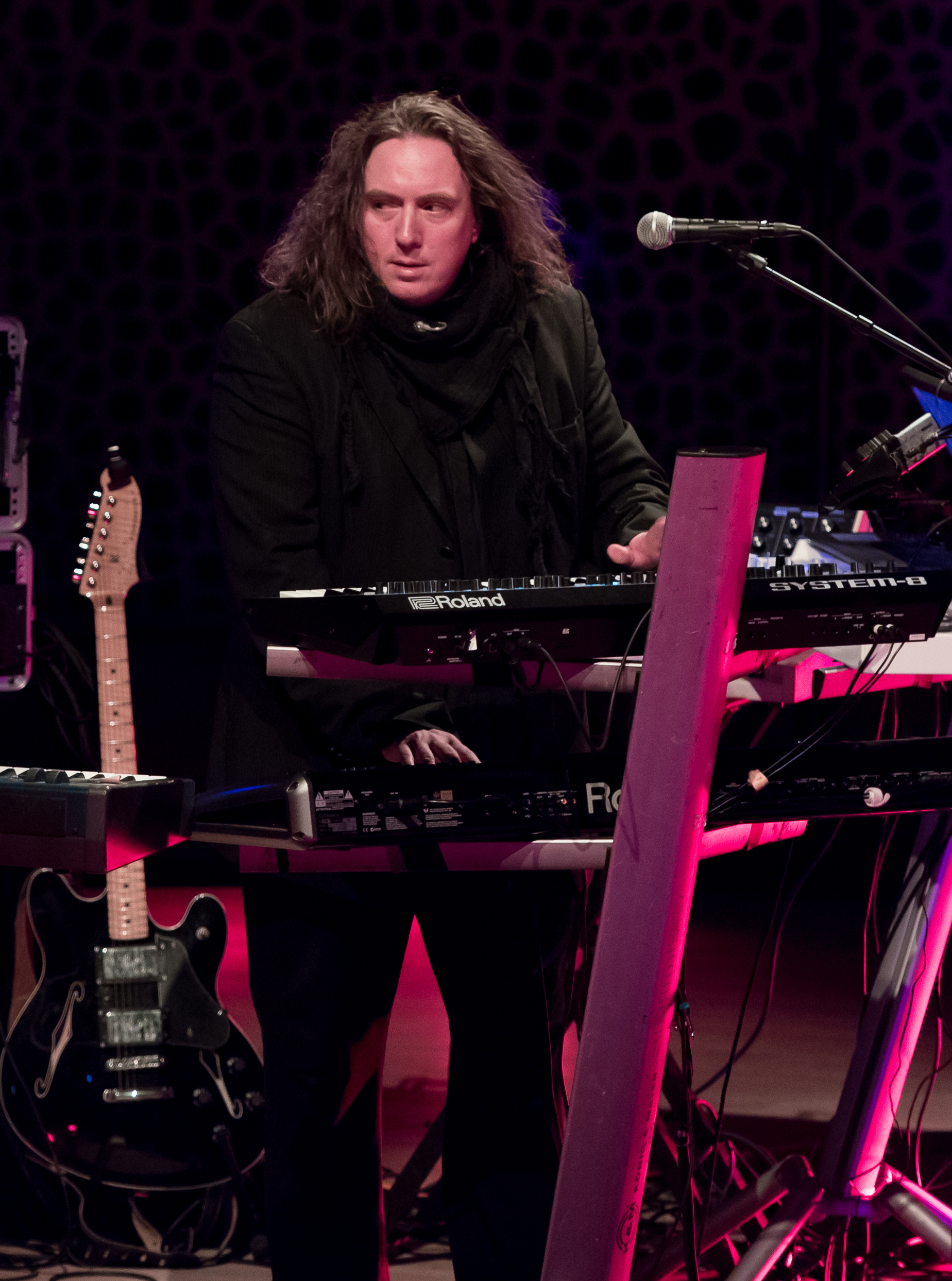
トーステン・クォーシュニック（Key/G）2018年
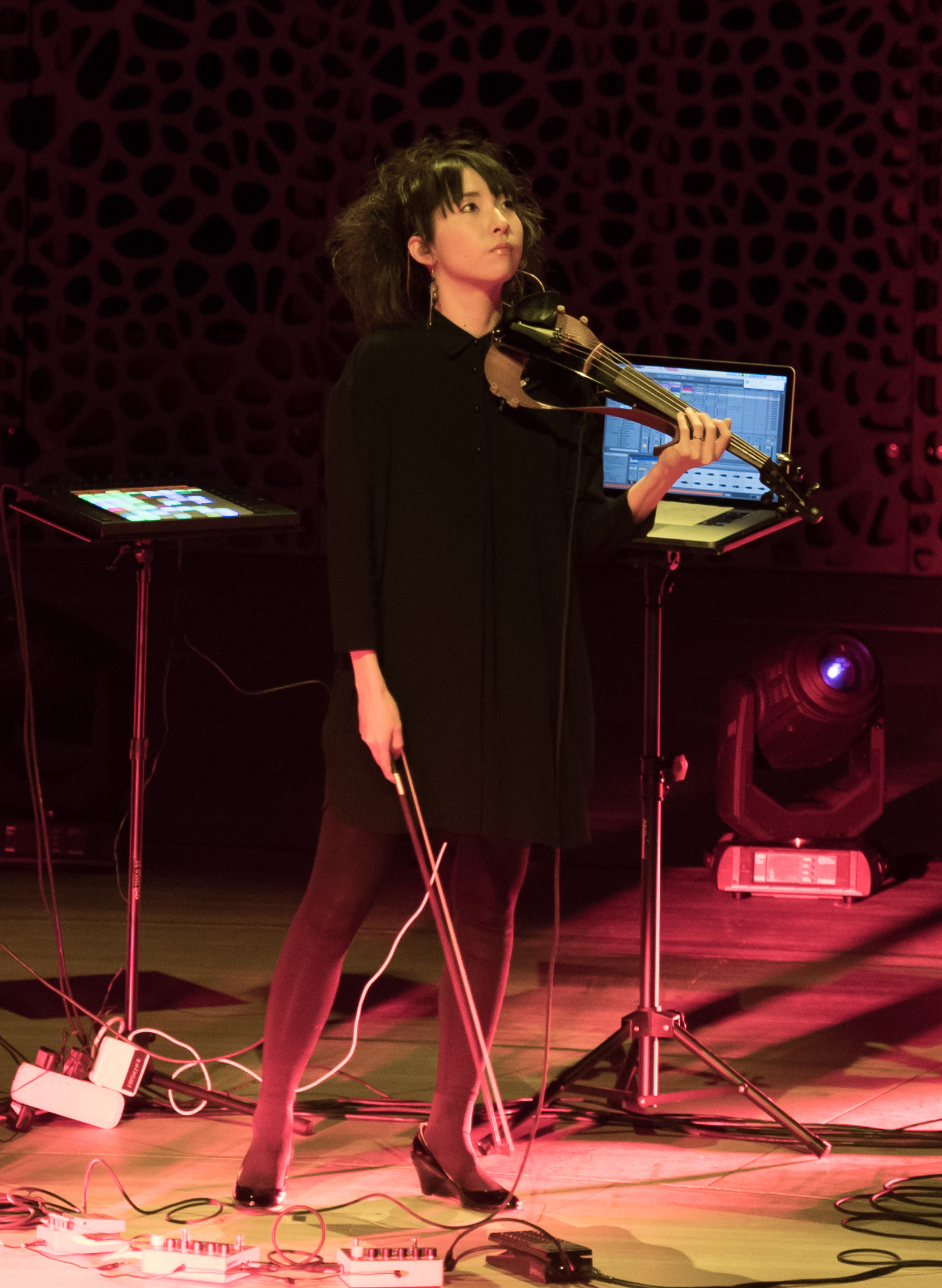
山根星子（Vln）2018年
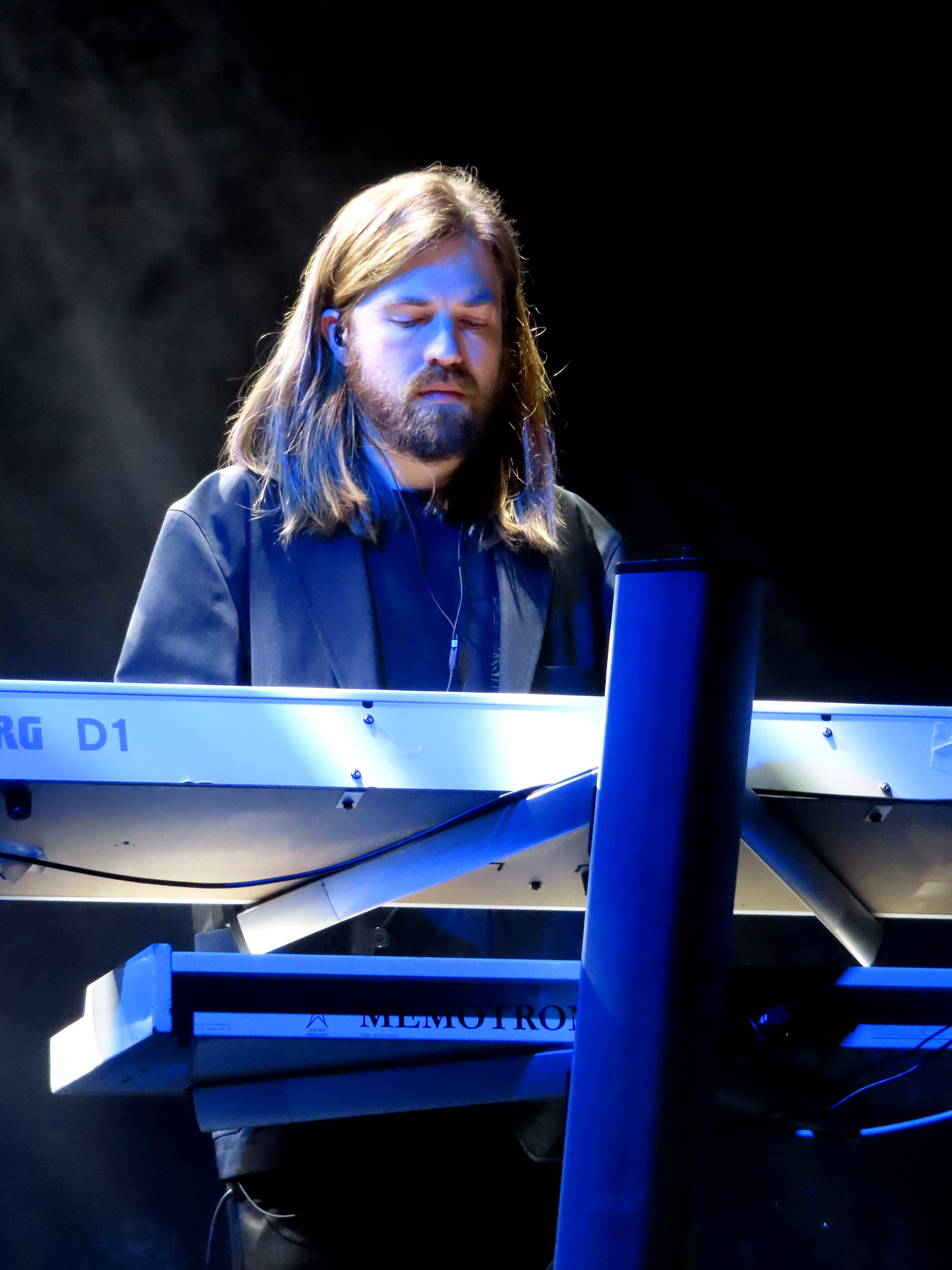
パウル・フリック（Key）2022年

### 旧メンバー
- エドガー・フローゼ（Edgar Froese） - キーボード、ボーカル（1967年 - 2015年）2015年死去
- ランス・ハプシャシュ（Lanse Hapshash） - ドラムス（1967年 - 1969年）
- クルト・ハーケンベルク（Kurt Herkenberg） - ベース（1967年 - 1969年）
- フォルカー・ホムバッハ（Volker Hombach） - サクソフォーン、ヴァイオリン、フルート（1967年 - 1969年）
- チャーリー・プリンス（Charlie Prince） - ボーカル（1967年 - 1968年）
- スティーヴ・ジョリフ（Steve Jolliffe） - サクソフォーン、フルート、キーボード（1969年、1978年）
- アル・アクバル（Al Akhbar） - ドラムス（1969年）
- ハッピー・ディーター（Happy Dieter） - ベース（1969年）
- クラウス・シュルツェ（Klaus Schulze） - ドラムス（1969年 - 1970年）2022年死去
- コンラッド・シュニッツラー（Conrad Schnitzler） - ヴァイオリン、チェロ（1969年 - 1970年）2011年死去
- クリストファー・フランケ（Christopher Franke） - キーボード、ドラムス（1970年 - 1987年）
- スティーヴ・シュローダー（Steve Schroyder） - キーボード、ボーカル（1970年 - 1971年）
- ピーター・バウマン（Peter Baumann） - キーボード（1971年 - 1973年、1973年 - 1975年、1975年 - 1977年）
- ミヒャエル・ヘーニッヒ（Michael Hoenig） - キーボード（1975年）
- クラウス・クリーガー（Klaus Krüger） – ドラムス（1978年 - 1979年）
- ヨハネス・シュメーリンク（Johannes Schmoelling） – キーボード（1979年 - 1985年）
- パウル・ハスリンガー（Paul Haslinger） – キーボード、ギター（1986年 - 1990年）
- ラルフ・ウェイド（Ralf Wadephul） - キーボード（1988年）
- ジェローム・フローゼ（Jerome Froese） - キーボード、ギター（1990年 - 2006年）
- リンダ・スパ（Linda Spa） - サクソフォーン、フルート、キーボード（1990年 - 1996年、2005年 - 2014年）
- ズラトコ・ペリカ（Zlatko Perica） - ギター（1992年 - 1997年）
- アイリス・カマー（Iris Camaa） - ドラムス（2001年 - 2014年）
- ベルンハルト・バイブル（Bernhard Beibl） - ギター、ヴァイオリン（2006年 - 2014年）
- ウルリッヒ・シュナウス（Ulrich Schnauss） - キーボード（2014年 - 2020年）

## ディスコグラフィ

### スタジオ・アルバム
- 『エレクトロニック・メディテイション（瞑想の河に伏して）』 - Electronic Meditation（1970年）
- 『アルファ・ケンタウリ（ケンタウロス座のアルファ星）』 - Alpha Centauri（1971年）
- 『ツァイト（われら、時の深渕より叫びぬ!）』 - Zeit（1972年）
- 『アテム（荒涼たる明るさのなかで）』 - Atem（1973年）
- 『フェードラ』 - Phaedra（1974年）
- 『ルビコン』 - Rubycon（1975年）
- 『ストラトスフィア（浪漫）』 - Stratosfear（1976年）
- 『サイクロン』 - Cyclone（1978年）
- 『フォース・マジョール』 - Force Majeure（1979年）※旧邦題『偉大なる標的』
- 『タングラム』 - Tangram（1980年）
- 『イグジット』 - Exit（1981年）
- 『ホワイト・イーグル』 - White Eagle（1982年）
- 『ハイパーボリア』 - Hyperborea（1983年）
- 『ル・パーク』 - Le Parc（1985年）※アルバム名の曲はTVドラマ『驚異のスーパー・バイク ストリートホーク』のテーマ曲
- 『グリーン・デザート』 - Green Desert（1986年）
- 『アンダーウォーター・サンライト』 - Underwater Sunlight（1986年）
- 『タイガー』 - Tyger（1987年）
- 『オプチカル・レース』 - Optical Race（1988年）
- 『リリー・オン・ザ・ビーチ』 - Lily On The Beach（1989年）※旧邦題『海辺のユリ』
- 『メルローズ』 - Melrose（1990年）
- 『魔法のことば“ランペルスチルスティン”』 - Rumpelstiltskin（1992年）
- 『ロックーン』 - Rockoon（1992年）
- Quinoa（1992年）※限定生産CD。ジャケットには「蜜柑夢」の漢字が書かれている
- Turn of the Tides（1994年）
- Tyranny of Beauty（1995年）
- 『ザ・ドリーム・ミクセス』 - The Dream Mixes（1995年）
- Goblins Club（1996年）
- Timesquare（Dream Mixes II）（1997年）
- Quinoa “Extended”（1997年）
- The Hollywood Years Vol. I（1998年）※未発表曲選集
- The Hollywood Years Vol. II（1998年）※未発表曲選集
- Mars Polaris - Deep Space Highway To Red Rocks Pavilion（1999年）
- Architecture In Motion（1999年）
- Tang-go（2000年）
- Soundmill Navigator（2000年）
- Antique Dreams（2000年）
- 『チベットから7つの手紙』 - The Seven Letters From Tibet（2000年）
- i-Box（2000年）
- Meng Tian（2000年）
- Stereolight（2000年）
- Astrophobia（2000年）
- Golden Collection 2000（2000年）
- Electronic Collection（2001年）
- DM3/The Past Hundred Moons（2001年）
- 『インフェルノ』 - Inferno（2002年）
- Journey Through A Burning Brain（2002年）
- The Melrose Years（2002年）
- Astoria Theatre London（2003年）
- DM 4（2003年）
- High Voltage（2004年） - BOX SET
- L'Inferno（2004年）
- Purgatorio（2004年）
- Goblins Club（2004年）
- An Introduction To....（2004年）
- Vault IV（2005年）
- 『京都』 - Kyoto（2005年）
- Space Flight Orange（2005年）
- Jeanne D'Arc（2005年）
- 『フェードラ2005』 - Phaedra 2005（2005年）
- The Essential Collection（2006年）
- Blue Dawn（2006年）
- Nebulous Dawn（2006年）
- 『パラディソ』 - Paradiso（2006年）
- 『TDプレイズTD』 - Tangerine Dream Plays Tangerine Dream（2006年）
- 『マッド・キャップス・フレーミング・ディーティ - シド・バレットに捧ぐ』 - Madcap's Flaming Duty（2007年）
- 『長崎 - 夏』 - Summer In Nagasaki（2007年）
- Booster（2007年）
- 『ヴュー・フロム・ア・レッド・トレイン』 - Views from a Red Train（2008年）
- The Anthology Decades（2008年）
- 『タングラム2008』 - Tangram 2008（2008年）
- 『ハイパーボレア2008』 - Hyperborea 2008（2008年）
- Booster II（2008年）
- 『タンジェリンズ・スケールズ』 - Tangerines Scales（2009年）
- 『広島 - 秋』 - Autumn In Hiroshima（2009年）
- 『広島 - 冬』 - Winter In Hiroshima（2009年）
- Booster III（2009年）
- 『アンダー・カヴァー・チャプター・ワン』 - Under Cover – Chapter One（2010年）
- 『ザ・エンドレス・シーズン』 - The Endless Season（2010年）
- Edgar Allan Poe's The Island Of The Fay（2011年）
- Booster IV（2011年）
- The Angel of the West Window（2011年）
- Booster V（2012年）
- Josephine The Mouse Singer（2014年）
- Quantum Key（2015年）
- 『パーティクルズ』 - Particles（2016年）
- Quantum Gate（2017年）
- Recurring Dreams（2019年） - リ・ワーク作品
- Probe 6-8（2021年） - EPミニアルバム
- Raum（2022年）

### ライブ・アルバム
- 『リコシェ』 - Ricochet（1975年）
- 『アンコール（アメリカン・ツアー1977）』 - Encore（1977年）
- Quichotte / Pergamon（1980年 / 1986年）
- 『ロゴス - タンジェリン・ドリーム・ライブ』 - Logos（1982年）
- 『ポーランド (ザ・ワルシャワ・コンサート)』 - Poland（1984年）
- Live Miles（1988年）
- 『220ボルト・ライヴ』 - 220 Volt Live～North American Tour 1992（1993年）
- 『トルナード』 - Tournado - Live In Europe（1997年）
- Ambient Monkeys（1997年）
- Valentine Wheels - The Shepherds Bush Empire Concert London 1997（1998年）
- Sohoman - Live In Sydney 1982/Tangerine Dream Classics Edition（1999年）
- The Bootleg Box Set Vol. 1（2003年）
- 『ロックフェイス』 - Rockface（2003年）
- The Bootleg Box Set Vol. 2（2004年）
- Live In Aachen Germany - January 21st 1981（2004年）
- Live In Aachen Germany - January 21st 1981（2004年）
- Live In Montreal Canada - April 9th 1977（2004年）
- Live In Paris France - February 2nd 1981（2004年）
- Live In Sydney Australia - February 22nd 1982（2004年）
- Live In Ottawa Canada - June 20th 1986（2004年）
- East（2004年）
- Arizona Live（2004年）
- Cleveland - June 24th 1986（2005年）
- Brighton - March 25th 1986（2005年）
- Rocking Mars（2005年）
- Live In Detroit March 1977（2006年）
- Live In Preston, Nov 1980（2006年）
- 『IZU（伊豆）ライヴ・イン・ジャパン2009』 - Izu（2010年）
- 『ザ・ロンドン・アイ・コンサート2008』 - The London Eye Concert（2010年）
- The Gate of Saturn Live at The Lowry Manchester 2011（2011年）
- Knights of Asheville（2011年）
- Live In Budapest at Béla Bartók National Concert Hall（2012年）
- Live at Admiralspalast Berlin（2012年）
- Cruise to Destiny（2013年）
- Starmus: Sonic Universe（2013年）クイーンのブライアン・メイが参加
- Sorcerer 2014（2014年）
- Phaedra Farewell Tour - The Concerts（2014年）
- Supernormal - The Australian Concerts 2014（2015年）
- Live at The Philharmony Szczecin - Poland（2016年）
- The Sessions I（2017年）
- The Sessions II（2018年）
- The Sessions III（2018年）
- The Sessions IV（2018年）
- Live at Augusta Raurica Switzerland 2016（2019年）
- Live At Reims Cathedral 1974（2020年）

### サウンドトラック
- 『恐怖の報酬』- Sorcerer（1977年）※『恐怖の報酬』サントラ
- 『シーフ』- Thief（1981年）※『ザ・クラッカー/真夜中のアウトロー』サントラ
- The Keep（1983年）※『ザ・キープ』サントラ（ボックスセット収録）
- Firestarter（1984年）※『炎の少女チャーリー』サントラ
- Risky Business（1984年）※『卒業白書』サントラ
- Wavelength（1984年）※『SFザ・ウェーブ/地球外生物からのSOS!』サントラ
- Flashpoint（1984年）
- The Soldier（1984年）※『ザ・ソルジャー』サントラ（ボックスセット収録）
- Heartbreakers（1985年）
- Legend（1986年）※『レジェンド / 光と闇の伝説』サントラ。アメリカ公開版。日本ほかで公開のインターナショナル版はジェリー・ゴールドスミス作曲
- Three O'clock High（1987年）
- Near Dark（1988年）※『ニア・ダーク/月夜の出来事』サントラ
- Shy People（1988年）
- Destination Berlin（1989年）
- Miracle Mile（1989年）※『ミラクル・マイル』サントラ
- Dead Solid Perfect（1991年）
- The Park Is Mine（1991年）
- L'affaire Wallraff - The Man Inside（1991年）
- Deadly Care（1992年）
- Catch Me If You Can（1993年）
- Zoning（1995年）
- Oasis（1997年）
- Transsiberia（1998年）※『トランスシベリア』サントラ
- What A Blast（1999年）
- Great Wall Of China（2000年（※『グレート・ウォール・オブ・チャイナ』サントラ
- The Keep:Soundtrack/Compilation（2001年）
- Mota Atma（2003年）※『モータ・アトマ』サントラ
- Oedipus Tyrannus（2019年） - 1974年7月録音の未発表作品（ボックスセット収録）
- Strange Behavior（2022年） - 1981年公開映画サントラの未発表作品

### コンピレーション
- 『ザ・ダンテ・アリアス』 - The Dante Arias Collection（2007年）
- 『ザ・ダンテ・ソングス』 - The Dante Song Collection（2007年）
- 『シルヴァー・サイレン・コレクション』 - Silver Siren Collection（2007年）
- 『オーシャン・ウェーヴ・コレクション』 - Ocean Waves Collection（2007年）
- 『サイバージャム・コレクション』 - Cyberjam Collection（2007年）
- 『マース・ミッション・カウンター』 - Mars Mission Counter（2007年）
- 『ハリウッド・ライトニング』 - Hollywood Lightning（2007年）
- Light Flux（2017年）※エドガー・フローゼ自叙伝『TANGERINE DREAM - FORCE MAJEURE』初版の特典ボーナスEP
- In Search of Hades: The Virgin Recordings 1973-1979（2019年） - 18枚組ボックスセット
- Pilots Of Purple Twilight: The Virgin Recordings 1980-1983（2020年） - 10枚組ボックスセット